# Andy Goldsworthy
Andy Goldsworthy est un artiste britannique, né dans le Cheshire le 26 juillet 1956, qui produit des sculptures intégrées à des sites spécifiques urbains ou naturels. Il est l'un des principaux artistes du Land art et utilise des objets naturels ou récupérés pour créer des sculptures éphémères ou permanentes faisant ressortir le caractère de leur environnement.

## Biographie
Andy Goldsworthy naît dans le Cheshire le 26 juillet 1956 et grandit à Leeds dans le Yorkshire. Dès l'âge de 13 ans, il travaille dans des fermes et cette expérience l'influence profondément. Il découvre la beauté des matériaux naturels façonnés par l'homme, comme les sillons dessinés par le tracteur dans le champ, ou le mélange des objets de la ferme avec les pierres. La brutalité très visuelle de la campagne marque également ses conceptions artistiques, par ses observations quotidiennes d'animaux morts, ou de chiens attaquant les moutons. Plus tard, il compare le caractère répétitif du travail paysan à la routine de la sculpture : « Une bonne partie de mon travail ressemble à la cueillette des patates ; il faut rentrer dans son rythme. »
À Leeds, il entre au College of Art de Bradford en 1974, puis s'inscrit à la Preston Polytechnic de Lancaster afin d'étudier les beaux-arts entre 1975 et 1978 ; il obtient un diplôme de Bachelor of Arts de cette université.
À partir de 1979, Andy Goldsworthy commence à réaliser des sculptures naturelles éphémères, composées de sable, de neige, de pierres, de feuilles ou de glace.
Goldsworthy réside successivement dans le Yorkshire, le Lancashire et en Cumbria. En 1985, il s'installe à Langholm dans le Dumfriesshire, en Écosse, puis, l'année suivante, à Penpont, village voisin où il installe son atelier dans un ancien grenier en pierre. De ce mouvement qui l'a entraîné peu à peu plus au nord, Goldsworthy déclare qu'il est « dû à un mode de vie qu'il ne maîtrisait pas complètement », mais que les facteurs en sont les occasions qui se présentent, le désir de travailler à ces endroits et des « raisons économiques ».
En 1993, il reçoit un doctorat honoris causa de l'université de Bradford. Il est actuellement professeur itinérant de l'université Cornell.
En 2004, le réalisateur allemand Thomas Riedelsheimer lui consacre un documentaire intitulé Rivers and Tides  (1h30) qui sort en salle en avril 2005 et connaît un succès mondial. La musique est composée pour l'occasion par le guitariste Fred Frith. Ce film présente le travail d'élaboration sur plusieurs mois d'une œuvre intitulée Rivers and Tides, constituée de serpentins de glace, de feuilles et de cercles de branches, de nids de bois et de cairns.

## Style artistique
Andy Goldsworthy travaille généralement en plein air, avec des matériaux trouvés sur place, bien qu'il ait réalisé à l'occasion certaines œuvres à l'intérieur de bâtiments, musées ou galeries (par exemple, le mur d'argile à Digne). Il utilise quasi exclusivement des matériaux ou objets naturels (neige, glace, feuilles d'arbres, tiges, galets, fleurs, etc.) pour ses œuvres (à quelques exceptions près, comme le cairn édifié à partir de morceaux d'acier sur le site d'une ancienne mine).
Pour ses œuvres éphémères, Goldsworthy n'utilise généralement pas d'autres outils que ses propres mains et dents, des outils improvisés et éventuellement un Opinel. Il lui est arrivé de faire appel à de la machinerie lourde ou légère pour réaliser des œuvres d'envergure et permanentes (notamment les cairns les plus grands ou des sculptures comme Roof, Stone River et Three Cairns, Moonlit Path et Chalk Stones). Pour la création de Roof, Goldsworthy a travaillé avec son assistant et cinq maçons qui se sont assurés que la structure puisse survivre au temps et à la nature.
À l'instar de nombreux artistes du Land art, Andy Goldsworthy considère ses œuvres comme de l'« art éphémère », le temps de dégradation pouvant varier de quelques secondes à plusieurs années : sculptures de glace qui ne durent qu'une saison, sculptures de sable sur une plage disparaissant à la première marée, constructions de pierre ou de métal qui ne subissent qu'une entropie naturelle.
La photographie joue un rôle crucial dans son art. Goldsworthy conserve les traces de ses œuvres au moyen d'épreuves photographiques en couleur dont beaucoup sont accompagnées d'un titre sous forme de légende expliquant la genèse de l'œuvre. Selon ses propres termes, « Each work grows, stays, decays — integral parts of a cycle which the photograph shows at its height, marking the moment when the work is most alive. There is an intensity about a work at its peak that I hope is expressed in the image. Process and decay are implicit »,.
Son intention n'est pas « d'apposer sa marque » sur le paysage mais de travailler instinctivement avec lui, afin que ses créations manifestent, même brièvement, un contact en harmonie avec le monde naturel. Il s'intéresse particulièrement au temps tel qu'il est rendu manifeste par l'évolution de la nature. « Mouvement, changement, lumière, croissance et altération sont l'âme de la nature, les énergies que j'essaie de faire passer à travers mon travail ».
Andy Goldsworthy voyage beaucoup mais se concentre sur un seul endroit. C'est ainsi qu'il a rendu visite, à plusieurs reprises, à un rocher bien précis près de Saint-Louis dans le Missouri. Il a également travaillé dans le désert d'Australie, à Grise Fiord au nord du Canada, et au Pôle Nord pendant deux jours.
Il a exposé seul à plusieurs reprises en Grande-Bretagne, en France, aux Pays-Bas et au Japon. Il a participé à la Biennale de Venise en 1988 et 1995 et exécuté plusieurs commandes importantes, comme celle du Jardin de pierres, commanditée par le Musée de l'héritage juif de New York, ou celle commanditée pour la cour d'entrée du musée De Young de San Francisco, intitulée Drawn Stone, qui fait écho aux fréquents tremblements de terre de la ville. Cette installation comporte, dans la chaussée, une gigantesque crevasse qui se subdivise en plusieurs craquelures plus petites, et des blocs de calcaire pouvant servir de bancs. Les petites craquelures ont été faites au marteau, ajoutant un caractère imprévisible à l'œuvre lors de sa création.

## Expositions et installations
- 1995 : Terre et vies - Musée Gassendi, Digne-les-Bains, France
- 1997 : Cairns - musée Gassendi, Digne-les-Bains, France
- 1996-2003 : Sheepfolds - Cumbria, Royaume-Uni
- 1999-Aujourd'hui : Refuges d'art, Digne-les-Bains, France
- 2000 : Storm King Wall - Andy Goldsworthy at Storm King Art Center, Storm King Art Center, Cornwall, États-Unis
- 2001 : Stone River - Cantor Arts Center, Université Stanford, Californie, États-Unis[14]
- 2002 :
  - Les Refuges d'Art - galerie du Cairn, Digne-les-Bains, France
  - Arch - Cass Sculpture Foundation, Goodwood, Royaume-Uni[15]
  - Chalk Stones Trail - South Downs, Royaume-Uni
- 2003 : Galerie Lelong, New York, États-Unis
- 2004 : Stone Houses - The Andy Goldsworthy Project, Metropolitan Museum of Art, New York, États-Unis[16]
- 2005 :
  - Andy Goldsworthy: Early Works - exposition itinérante de la Haywood Gallery, Royaume-Uni[17],[18]
  - Drawn Stone (M. H. de Young Memorial Museum, San Francisco, Californie, États-Unis[19]
  - Roof - The Andy Goldsworthy Project, National Gallery of Art, Washington, États-Unis[20]
  - Arches - Gibbs Farm, Nouvelle-Zélande[21]
- 2006 :
  - Red Sandstone Wall at the Doerr-Hosier Center - Institut Aspen, Aspen, États-Unis[22]
  - Galerie Lelong, Paris, France
- 2007-2008 : Andy Goldsworthy - Yorkshire Sculpture Park, Wakefield, Royaume-Uni[23],[24]
- 2007 : Galerie Lelong, New York, États-Unis
- 2008 : Spire et Wood Line, Parc Presidio, San Francisco, États-Unis[25]
- 2011 : Andy Goldsworthy - Aurigny, îles anglo-normandes[26]
- 2016 : Domaine de Chaumont sur Loire, France
- 2025 : Andy Goldsworthy, Fifty Years, National Galleries of Scotland, Édimbourg, Royaume-Uni[27]

## Œuvres pérennes en France

### Refuge d'Art
Refuge d’Art est un parcours de 150 km à travers la réserve naturelle géologique de Haute-Provence. Il permet à des randonneurs de relier trois Sentinelles, cairns en pierre sèche édifiés aux entrées de la réserve. Ce parcours est ponctué de Refuges, bâtiments en ruine restaurés pour servir d'abris. Une sculpture est installée dans chaque site.

### Autres
- Oak room, Château La Coste, Le Puy Ste-Réparade, PACA, 2009. Pour en savoir plus : Château La Coste.
- Water cairns, Musée-Promenade, Digne-les-Bains, PACA, 1998. Pour en savoir plus : Réserve Géologique de Haute-Provence.
- Two Folds, Ile de Vassivière, Limousin, 1992. Pour en savoir plus : Centre international d'art et du paysage de l'île de Vassivière.

## Galerie

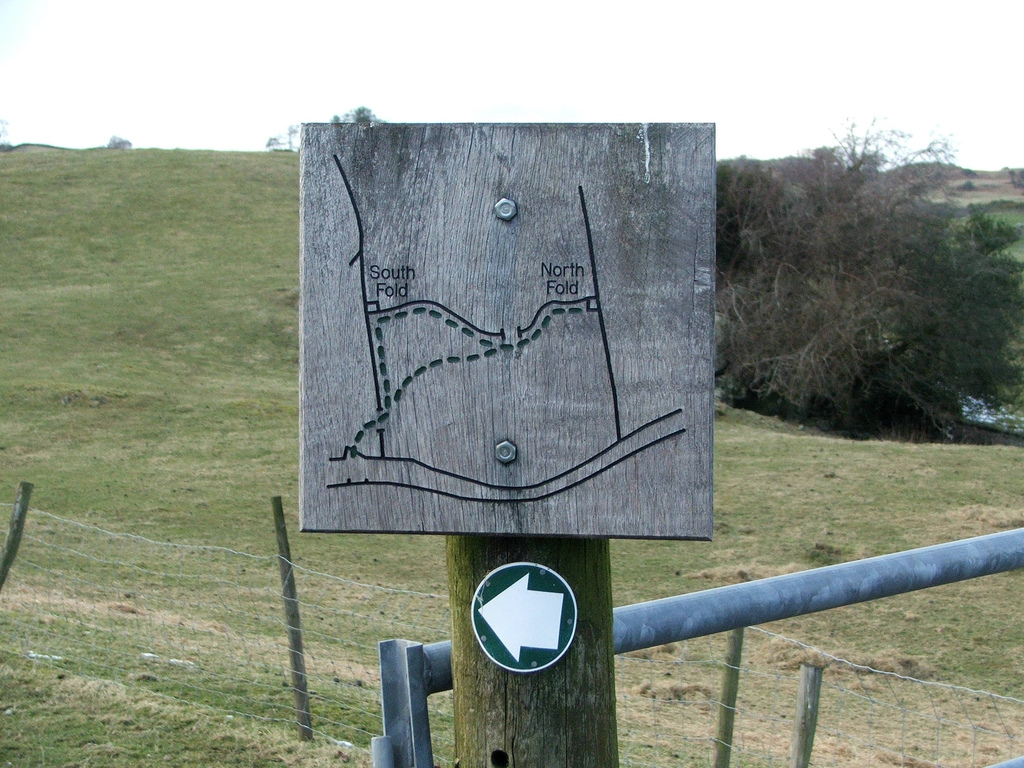
Carte de localisation des enclos à moutons (Crook, Lake District).
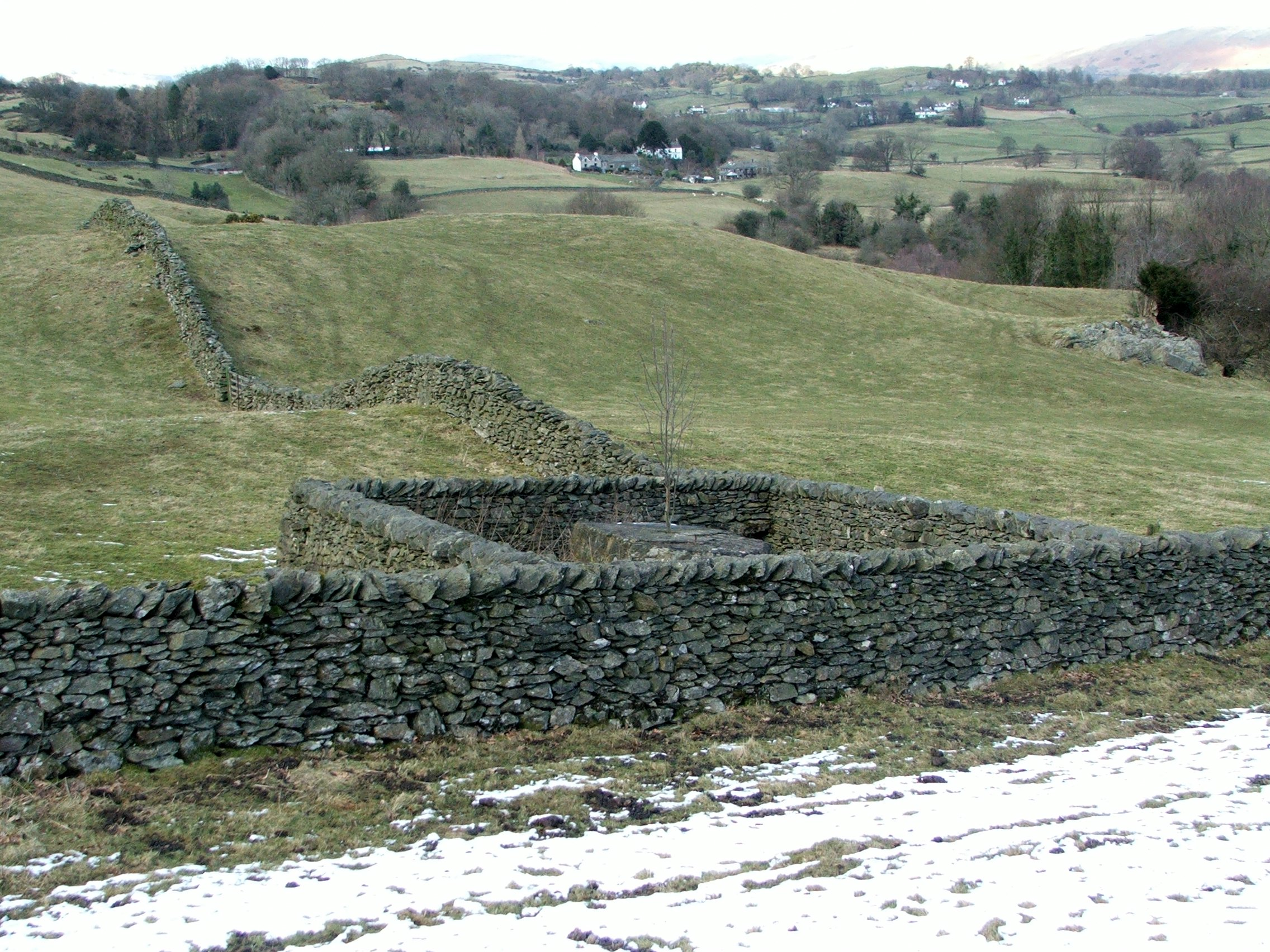
Sheepfold (1996-2003) : enclos à moutons (Crook, Lake District) avec arbre poussant dans un trou du rocher.
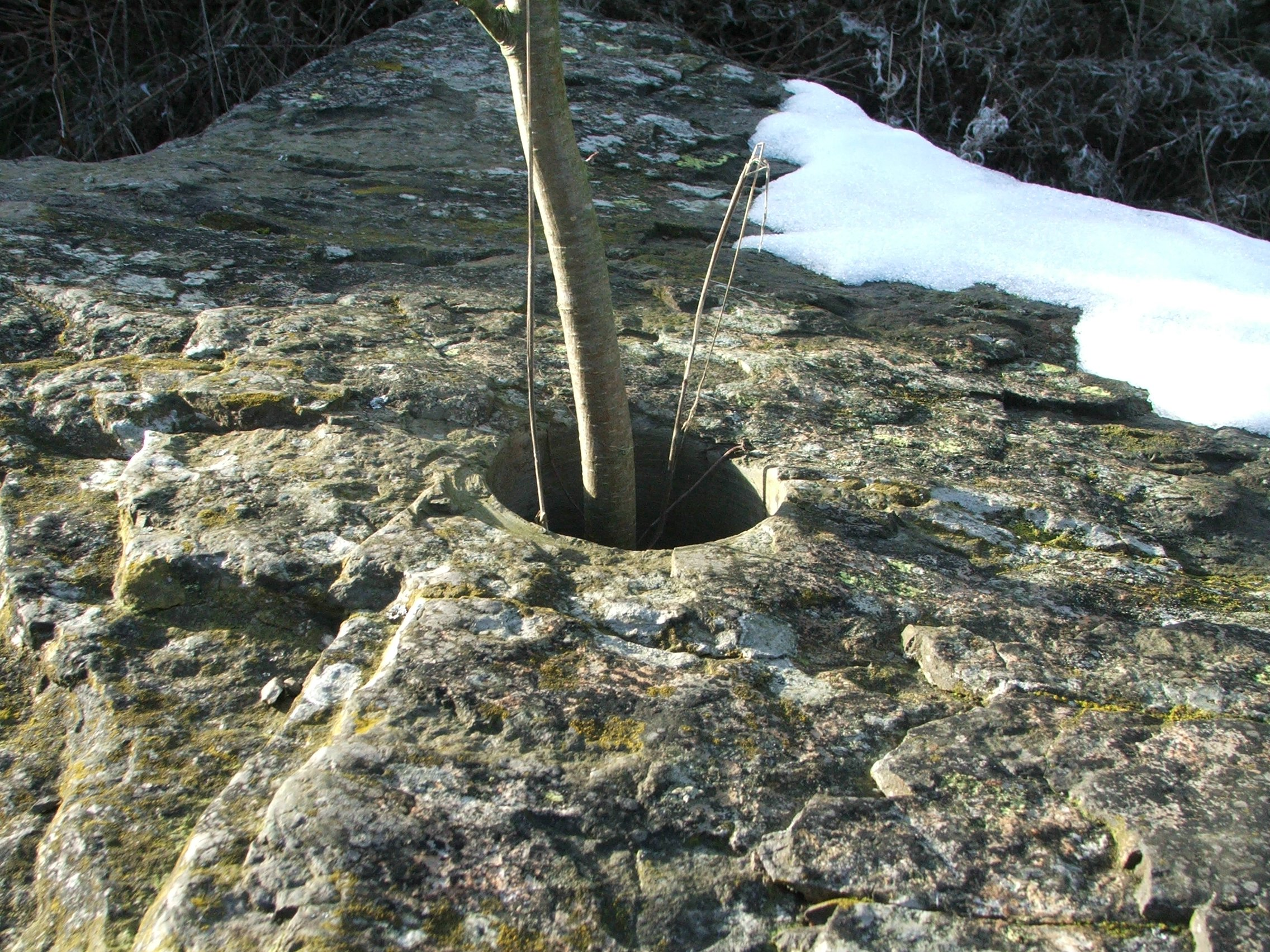
Enclos à moutons (Crook, Lake District) : en grandissant, l'arbre fissurera le rocher.
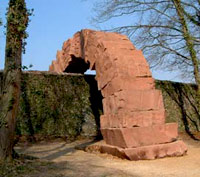
Arch, Goodwood (2002). Arche monumentale édifiée au domaine des sculptures de la Fondation Cass pour la sculpture.